# 沪海道

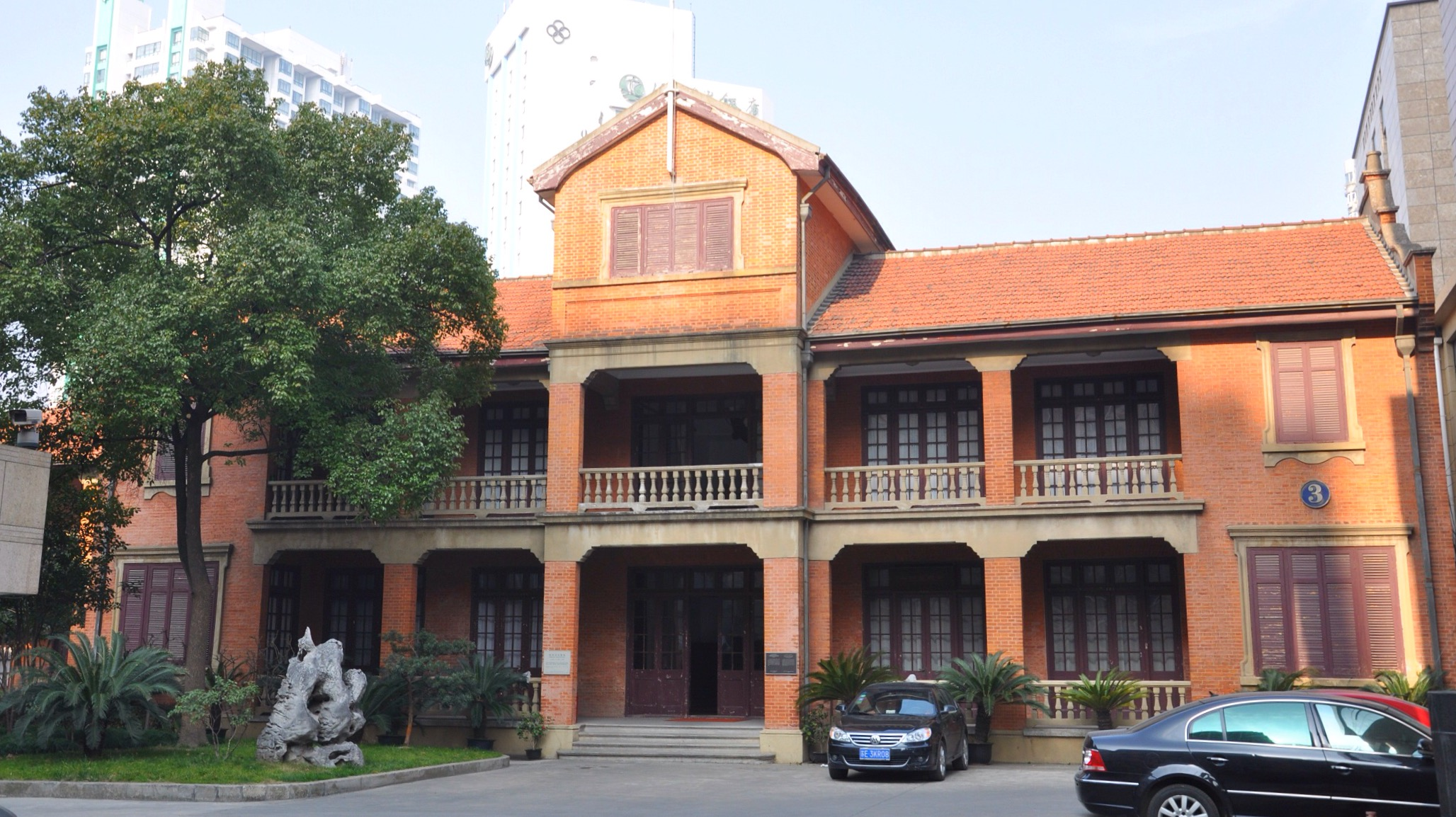
沪海道尹公署旧址，今上海市徐汇区平江路48号

沪海道，是中华民国北洋政府所设立的一个道级行政区:157。

## 历史沿革
民国2年（1913年）1月8日，中华民国北京临时政府颁布《划一现行各道地方行政官厅组织令》，在省与县之间设道。民国3年（1914年）1月7日，设上海道:157，隶江苏省，置上海观察使公署，驻上海县:158。
同年5月23日，中华民国北京政府颁布《道官制》，依照规定，上海道改为沪海道:158，上海观察使公署改设为沪海道尹公署。民国16年（1927年）4月18日，中华民国南京国民政府依据孙中山《建国大纲》“县为自治之单位，省立于中央与县之间”的规定，实行省县二级行政制，废除沪海道建制。

## 行政区划
民国3年（1914年）1月7日上海道设立时，下辖上海县、松江县、南汇县、昆山县、宝山县共5个县:158。
同年3月27日，改辖上海县、吴县、吴江县、常熟县、昆山县、松江县、青浦县、金山县、奉贤县、南汇县、川沙县、太仓县、嘉定县、宝山县、崇明县共15个县:158。
同年5月23日，上海道改为沪海道后，管辖上海县、松江县、南汇县、青浦县、奉贤县、金山县、川沙县、太仓县、嘉定县、宝山县、崇明县、海门县共12个县:158，直至民国16年（1927年）4月18日撤销沪海道为止。

## 历任观察使、道尹
| 职称       | 姓名   | 籍贯     | 任职时期   |
| ---------- | ------ | -------- | ---------- |
| 上海观察使 | 徐寿兹 | 江苏元和 | 1914年1月  |
| 上海观察使 | 杨晟   | 广东东莞 | 1914年2月  |
| 沪海道尹   | 杨晟   | 广东东莞 | 1914年5月  |
| 沪海道尹   | 周晋镳 | 浙江慈溪 | 1915年10月 |
| 沪海道尹   | 徐元诰 | 江西吉水 | 1916年8月  |
| 沪海道尹   | 王赓廷 | 直隶抚宁 | 1917年3月  |
| 沪海道尹   | 沈寶昌 | 浙江绍兴 | 1919年5月  |
| 沪海道尹   | 王赓廷 | 直隶抚宁 | 1919年7月  |
| 沪海道尹   | 沈宝昌 | 浙江绍兴 | 1922年2月  |
| 沪海道尹   | 王赓廷 | 直隶抚宁 | 1922年3月  |
| 沪海道尹   | 刘潜   |          | 1924年10月 |
| 沪海道尹   | 王其康 |          | 1925年1月  |
| 沪海道尹   | 张寿镛 | 浙江鄞县 | 1925年3月  |